# Orp-Jauche
Orp-Jauchelà một đô thị ở tỉnh Walloon Brabant. Tại thời điểm ngày 1 tháng 1 năm 2006 Orp-Jauche có dân số 7.872 người. Tổng diện tích là 50,50 km² với mật độ dân số là 156 người trên mỗi km².